# Канапацький Гасан Амуратович
Гасан (Хасан) Амуратович Канапацький (пол. Hassan Konopacki; 25 лютого 1879, Мінськ  - 11 травня 1953, Бидгощ)  — білоруський військовий і національний діяч міжвоєнного часу у Вільнюсі, полковник, командир білоруських військових частин в польській армії (1919 -1921). 

## Біографія
Походив зі шляхетського роду татарського походження, син колезького асесора Амурата Канапацького. Закінчив Полоцький кадетський корпус, Петербурзьку артилерійську школу імені вел. кн. Костянтина Павловича (1897), брав участь у російсько-японській 1904—1905 і Першій світовій війнах. У 1917 в чині полковника командував 69-ю артилерійською бригадою Західного фронту. Під час війни був отруєний газами, лікувався і служив у Мінську в евакуаційному пункті (травень — жовтень 1917). 10 травня 1918, після розформування 69-ї артилерійської бригади, здав гроші і документи Московському обласному комісару військових справ і повернувся до Мінська.
22 жовтня 1919 увійшов до складу Білоруської військової комісії, був призначений командиром білоруських військових частин. У 1920 переїхав до Вільнюса. Брав активну участь у білоруському русі: був заступником голови Ради старших Білоруського музично-драматичного гуртка і секретарем Білоруських громадянських зборів (БГС), після розколу в БГС 21 вересня 1924 — заступником голови в утвореній Тимчасовій білоруській раді (до квітня 1925), яка співпрацювала з польською владою, протистояла Білоруському посольському клубу. В цей час зблизився з Франциском Олехновичем, Арсенієм Павлюкевичем, Макаром Костевичем (Кравцовим) і був членом товариства. 21 листопада 1927 — 2 квітня 1928 керівник редакції журналу «Білоруський радник» у Вільнюсі.
На з'їзді Західної Білорусії 26 — 28 червня 1926, скликаному Тимчасовою білоруською радою, брав участь як представник товариства «Просвіта». З 1937 працював у бухгалтерії Земського банку. У 1941–1943 був головою батьківського комітету Віленської білоруської гімназії, писав фейлетони в «Білоруський голос».
У другій половині 1944 року Гасан Конопацький був заарештований органами НКВС у Вільнюсі і доставлений до в'язниці в Мінську. Там він провів майже рік. Тоді ж його старшу доньку Тамару заарештували за допомогу бійцям АК. Однак у 1946 році вони були звільнені.
У червні 1946 разом із сім'єю виїхав до Польщі в місто Бидгощ, де і помер.